# Hortensia-familien
Hortensia-familien (Hydrangeaceae) er udbredt i Europa, Asien, Nordamerika og Sydamerika. Det er stauder eller buske med modsatte blade og blomsterne siddende i små stande ved bladhjørnerne. Her omtales kun de slægter, der dyrkes i Danmark:
| Slægter |

- Stjernetop (Deutzia)
- Hortensia (Hydrangea)
- Månestråle-slægten (Kirengeshoma)
- Pibeved (Philadelphus)